# Piekary
Piekary [pronunciación en polaco: /pjɛˈkarɨ/] es un pueblo en el distrito administrativo de Gmina Wola Krzysztoporska, dentro del Distrito de Piotrków, Voivodato de Łódź, en Polonia central. Se encuentra aproximadamente 8 kilómetros al noroeste de Wola Krzysztoporska, 12 kilómetros al oeste de Piotrków Trybunalski, y 43 kilómetros al sur de la capital regional Łódź.